# 羅伊·雷蒙德
羅伊·拉爾森·雷蒙德（英語：Roy Larson Raymond，1947年4月15日—1993年8月26日），美國企業家與商人，知名於1977年在加州創辦女性成衣品牌維多利亞的秘密。

## 早年與個人生活
雷蒙德在1947年4月15日於美國康乃狄克州，他早在13歲時便於費爾菲爾德開設一家製作婚禮請帖的公司。他中學畢業後入讀塔夫茨大學，並在1969年學成，其後又在1971年於斯坦福商学研究生院取得其工商管理碩士學位。
雷蒙德和其妻子蓋伊（Gaye）在1970年代結婚，育有一子一女，兩人隨後在1990年離婚。在兩人離婚之後，雷蒙德報稱與佩姬·奈特（Peggy Knight）交往。

## 生涯

### 個人生涯
雷蒙德在職業生涯早期曾在多家公司從事營銷工作，包括行會酒莊（Guild Wineries）、理查德森-梅里爾和維克斯公司，但他的願望是希望自行創業。

### 維多利亞的秘密
1977年6月12日，雷蒙德和其妻子蓋伏在特拉華州一起創辦維多利亞的秘密，夫婦兩人合力以維多利亞風格為主題，在加州帕羅奧圖的斯坦福購物中心開設出第一間商店。為了開店，雷蒙德從銀行借了四萬美元，並另外再從家人那邊借了同樣的金額。他之所以創辦維多利亞的秘密，是由於在百貨公司為妻子添買內衣的感到非常尷尬，才因此自起爐灶。而取名維多利亞的秘密之原因，則是向維多利亞女皇致敬，旨在喚醒人們對維多利亞時代閨房相關的高雅和禮節的記憶，同時暗指藏在衣服下的「秘密」。在為公司挑選維多利亞這一名字時，雷蒙德表示：「我們想出了幾百個名字，但似乎只有一個擁有我們試圖描繪的角色的所有元素」。維多利亞的秘密開設第一年便賺了五十萬美元，雷蒙德也開始接受買家郵購目錄。並在舊金山加開了三家分店。
有著「商場的梅林」（The Merlin of the Mall）之稱美國商人的萊斯·韋克斯納在1980年代發現雷蒙德的公司，形容它獨一無二，並宣稱他即使周遊列國亦未遭遇過類似的事物。儘管韋克斯納對收購維多利亞的秘密很感興趣，但雷蒙德最初對韋克斯納極其厭惡，前者後來表示：「當我遇到他（韋克斯納）時，就像遇到了魔鬼一樣」。半年後，雷蒙德聯繫韋克斯納，商討潛在的收購事宜。1982年，經過五年的談判後，雷蒙德以100萬美元的價格將維多利亞的秘密賣給韋克斯納，該公司當時擁有五家商店和42頁的商品目錄，據報導每年的總收入為600萬美元。
在把維多利亞的秘密出售給韋克斯納後的一年，雷蒙德繼續擔任該成衣品牌的總監，同時努力創辦他的下一家公司，一家名叫「我孩兒們的命運」（My Child's Destiny）的高檔兒童商店。1984 年，他個人投資了85萬美元在這新的合資企業中。「我孩兒們的命運」迎合了專職夫婦的需求，他們在舊金山的商店通過郵購目錄，銷售各款電腦遊戲、進口娃娃和高價玩具。然而由於地理位置不佳、人流量有限，以及僅針對富人的有限營銷策略，該商店的業務一直不順，且給人一種只服務菁英主義的形象。1986年，「我孩兒們的命運」被迫透過美國破產法第十一章申請破產重組，由於雷蒙德並沒有成立公司，因此需要獨力承擔所有債務，為此他和妻子賣掉了其在舊金山和太浩湖邊的房子以及車輛。經過此事後，雷蒙德仍抱有開設多間公司的想法，包括一家名叫「昆比」（Quinby's）的兒童書店、一家家居維修用品郵購公司與一家專為因癌症治療而脫髮而設的假髮製造商，其中最前者在收到華特·迪士尼的獨生女黛安及其丈夫羅恩·W·米勒的天使投資後得以創立，但很快兩年後便因財務糾紛而被收購。

## 自殺身亡
1993年8月26日，雷蒙德從金門大橋上跳河自溺，他最後一次被人看到是其走向大橋的時候。數個小時後，海岸防衛隊在馬林縣沿岸附近發現了雷蒙德的屍體，調查人員斷定他是橋上跳下的。雷蒙德的前妻蓋伊認為他在一系列商業失敗後患上了抑鬱症，從而招致其有了輕生的念頭。